# کریگ رودن
کریگ رودن (انگلیسی: Craig Roddan؛ زادهٔ ۲۲ آوریل ۱۹۹۳) بازیکن فوتبال اهل انگلستان است که در حال حاضر آزاد است و در تیمی بازی نمی‌کند.
از باشگاه‌هایی که در آن بازی کرده‌است می‌توان به باشگاه فوتبال اسلایگو راورز، باشگاه فوتبال آکرینگتون استنلی، باشگاه فوتبال لیورپول، باشگاه فوتبال کارلایل یونایتد، و باشگاه فوتبال ویتون آلبیون اشاره کرد.